# Anne de Leucate
Anne de Leucate (en grec ancien : Ἄννα ἡ ἐν τῷ Λευκάτῃ (Ánna i en to Lefkáti)) est une sainte vénérable ayant vécu dans l'Empire byzantin au IXe siècle.
Sa mémoire est commémorée le 23 juillet dans l'Église orthodoxe.

## Sources
Deux manuscrits arabes au moins renseignent son hagiographie,.

## Biographie
Née dans une famille aisée, mais orpheline de père jeune, sous le règne de l'empereur Théophile (829-842). Elle aurait été forcée à épouser un homme sous le règne de Basile (867-886). Cela pose quelques problèmes de chronologie à moins qu'elle ne soit née à la fin de son règne. Fiancée à cet homme, qualifié de « violeur » dans certaines hagiographies, contre son gré, elle aurait prié pour l'aide de Dieu, qui l'aurait alors tué,. Libérée du mariage à venir, elle se serait retirée dans un monastère vers Leucate, près du Nicomédie, et y aurait vécu jusqu'à sa mort.

## Célébration
Sa mémoire est commémorée le 23 juillet dans l'Église orthodoxe.